# Loi de programmation des finances publiques
Une loi de programmation des finances publiques (LPFP) est, dans les finances publiques françaises, une loi dont le but est de planifier sur plusieurs années les recettes et les dépenses de l'État, de la sécurité sociale et des collectivités territoriales.

## Base juridique
La Constitution française, depuis sa révision de 2008, dispose à l'article 34 que « les orientations pluriannuelles des finances publiques sont définies par des lois de programmation. Elles s'inscrivent dans l'objectif d'équilibre des comptes des administrations publiques. »
La loi de programmation des finances publiques fixe l'objectif à moyen terme des administrations publiques mentionné aux articles 126 du Traité sur le fonctionnement de l'Union européenne et 3 et 4 du traité sur la stabilité, la coordination et la gouvernance au sein de l'Union économique et monétaire, signé le 2 mars 2012 (c'est-à-dire l'équilibre ou l'excédent). 

## Objet
Elle détermine, en vue de la réalisation de cet objectif à moyen terme et conformément aux stipulations du traité précité, les trajectoires des soldes structurels et effectifs annuels successifs des comptes des administrations publiques au sens de la comptabilité nationale, avec l'indication des calculs permettant le passage des uns aux autres, ainsi que l'évolution de la dette publique. Le solde structurel est le solde corrigé des variations conjoncturelles, déduction faite des mesures ponctuelles et temporaires.
La loi de programmation des finances publiques détermine l'effort structurel au titre de chacun des exercices de la période de programmation. L'effort structurel est défini comme l'incidence des mesures nouvelles sur les recettes et la contribution des dépenses à l'évolution du solde structurel. La loi de programmation des finances publiques présente la décomposition des soldes effectifs annuels par sous-secteur des administrations publiques.
Outre celles mentionnées ci-dessus, les orientations pluriannuelles des finances publiques définies par la loi de programmation des finances publiques comprennent, pour chacun des exercices auxquels elles se rapportent :
- une déclinaison, par sous-secteur d'administration publique, de l'objectif d'évolution en volume et de la prévision en milliards d'euros courants des dépenses des administrations publiques ;
- un montant maximal pour les crédits du budget général de l'Etat, pour les prélèvements sur les recettes de l'État ainsi que pour les créations, suppressions ou modifications d'impositions de toutes natures affectées à des personnes publiques ou privées autres que les collectivités territoriales, leurs établissements publics et les organismes de sécurité sociale ;
- l'objectif de dépenses des régimes obligatoires de base de sécurité sociale et des organismes concourant à leur financement ainsi que l'objectif national de dépenses d'assurance maladie de l'ensemble de ces régimes et le taux d'évolution de ses sous-objectifs ;
- l'incidence minimale des dispositions nouvelles, législatives ou prises par le Gouvernement par voie réglementaire, relatives aux impositions de toutes natures et aux cotisations sociales, en distinguant l'incidence des dispositions portant sur les dépenses fiscales et des dispositions portant sur les exonérations, abattements d'assiette et réductions de taux applicables aux cotisations sociales ;
- les plafonds de crédits alloués aux missions du budget général de l'État ;
- l'indication de l'ampleur et du calendrier des mesures de correction pouvant être mises en œuvre en cas d'écart important au regard des orientations pluriannuelles de solde structurel, ainsi que les conditions de prise en compte, le cas échéant, des circonstances exceptionnelles définies à l'article 3 du traité sur la stabilité, la coordination et la gouvernance au sein de l'Union économique et monétaire, signé à Bruxelles le 2 mars 2012[LO 2].

La loi de programmation des finances publiques a donc vocation à s'inscrire en conformité avec le droit budgétaire européen, lequel prévoit un mécanisme de sanction financière des Etats membres en cas de manquement. Depuis le Traité de Lisbonne de 2007, lorsque sa dette publique – au sens du Traité de Maastricht – est supérieure à 60 % du produit intérieur brut (PIB), tout Etat membre déficitaire doit la réduire de 1/20e par an. À défaut, il encourt, après mise en demeure, une sanction financière égale à 0,1 % de son PIB de l'année précédente. La France, pour se conformer à ses obligations, institue donc des lois de programmation des finances publiques (LPFP) qui doivent organiser la diminution progressive de sa dette publique en pesant sur les lois de finances (LF) et lois de financement de la sécurité sociale (LFSS).

## Encadrement par le Haut Conseil des finances publiques
Le Haut Conseil des finances publiques est saisi par le gouvernement des prévisions macroéconomiques et de l'estimation du produit intérieur brut potentiel sur lesquelles repose le projet de loi de programmation des finances publiques.

### Loi organique
Loi organique no 2001-692 du 1er août 2001 relative aux lois de finances modifiée par la loi organique no 2021-1836 du 28 décembre 2021 relative à la modernisation de la gestion des finances publiques
1. 1 2  Article 1 A.
2. ↑  Article 1 B.
3. ↑  Article 61.

### Autres références
1. ↑  « Traité sur le fonctionnement de l'Union européenne » [PDF], sur eur-lex.europa.eu (consulté le 12 septembre 2023).
2. ↑  Article 3 du traité sur la stabilité, la coordination et la gouvernance.
3. ↑  Article 3, 5° du règlement (UE) no 1174/2011 du Parlement européen et du Conseil du 16 novembre 2011 établissant des mesures d'exécution en vue de remédier aux déséquilibres macroéconomiques excessifs dans la zone euro.
4. ↑  Loi organique no 2021-1836 du 28 décembre 2021 relative à la modernisation de la gestion des finances publiques.
5. ↑  Accens Avocats Conseils, « Financement : les lois de programmation des finances publiques (LPFP), un outil de rationalisation budgétaire voulu par l'Union européenne » , 29 décembre 2021 (consulté le 12 septembre 2023).

### Lois de programmation
- Loi no 2009-135 du 9 février 2009 de programmation des finances publiques pour les années 2009 à 2012
- Loi no 2010-1645 du 28 décembre 2010 de programmation des finances publiques pour les années 2011 à 2014
- Loi no 2012-1558 du 31 décembre 2012 de programmation des finances publiques pour les années 2012 à 2017
- Loi no 2014-1653 du 29 décembre 2014 de programmation des finances publiques pour les années 2014 à 2019
- Loi no 2018-32 du 22 janvier 2018 de programmation des finances publiques pour les années 2018 à 2022
- Loi no 2023-1195 du 18 décembre 2023 de programmation des finances publiques pour les années 2023 à 2027